# Kamil Adamczewski
Kamil Adamczewski (ur. 28 maja 1993 w Kościanie) – polski żużlowiec

## Kariera sportowa
Wychowanek Unii Leszno, której barwy reprezentował w latach 2009-2012. Brązowy medalista Młodzieżowych Drużynowych Mistrzostw Polski z 2009 roku, zdobywca srebrnego medalu Indywidualnych Młodzieżowych Mistrzostw Polski w 2012 roku. Obecnie reprezentant Falubazu Zielona Góra. Jego zapleczem sprzętowym zajmują się dwaj tunerzy: Jan Andersson oraz Jacek Rempała.

### 2009
W 2009 roku wraz ze swoimi kolegami z zespołu zdobył Drużynowe Mistrzostwo Speedway Ekstraligi Juniorów. W 2010 roku młody żużlowiec reprezentował barwy Unii Leszno głównie w zawodach młodzieżowych, zajął m.in. II miejsce w Memoriale Gerarda Stacha oraz został drużynowym II-wicemistrzem Ligi Juniorów i młodzieżowym mistrzem Wielkopolski w drużynie.

### 2011
Rok 2011 okazał się rokiem przełomowym w karierze młodego żużlowca. Drużynę Unii Leszno dręczyły liczne kontuzje. W obliczu katastrofalnej sytuacji kadrowej zespołu, Adamczewski dostał szansę debiutu z bykiem na piersiach w oficjalnych ligowych zawodach. Swojej szansy jednak nie zmarnował i ku zdziwieniu kibiców był pewnym punktem leszczyńskiej drużyny, świetnie dogadując się na torze zwłaszcza ze swoim sportowym idolem – Jarosławem Hampelem. Podczas spotkania z Włókniarzem Częstochowa zdobył swój pierwszy w karierze komplet punktów (z bonusami). W tym samym roku osiągnął dotychczas swój największy sukces w karierze, zdobywając Drużynowe Wicemistrzostwo Polski z leszczyńskim zespołem.
Sezon 2011 dla wychowanka Unii Leszno był również udany pod względem indywidualnych osiągnięć, został m.in. Indywidualnym II-wicemistrzem Wielkopolski,oraz zajął II miejsce w Memoriale M.Rożaka, G.Smolińskiego i H.Cieślewicza.

### 2012
W sezonie 2012 stał się już podstawowym zawodnikiem swojego macierzystego klubu. Razem ze swoimi kolegami z zespołu pod nieobecność kontuzjowanego Jarosława Hampela dzielnie walczył o awans do play-offów, niestety Bykom zabrakło przysłowiowego „szczęścia” w znalezieniu się w ścisłej czołówce Speedway Ekstraligi. 29 sierpnia 2012 roku, osiągnął kolejny indywidualny sukces, zostając indywidualnym mistrzem Ligi Juniorów, zdobywając 14 punktów na swoim domowym torze w Lesznie.
20 września 2012 roku, wychowanek leszczyńskiej Unii dopisał do swojego dorobku największy do tej pory indywidualny sukces, zostając srebrnym medalistą Młodzieżowych Indywidualnych Mistrzostw Polski rozgrywanych na torze w Bydgoszczy. Podczas zawodów zgromadził 13 punktów. Młodzieżowiec w biegu dodatkowym o srebrny medal pokonał wychowanka gdańskiego Wybrzeża Krystiana Pieszczka.

### 2013
13 stycznia 2013 roku został zawodnikiem Falubazu Zielona Góra. Z nowym pracodawcą zawodnik podpisał dwuletni kontrakt. Zgodnie z oficjalnym komunikatem leszczyńskiego klubu, Adamczewski postanowił zmienić otoczenie, aby móc regularnie występować w zawodach ligowych.